# Wallfahrtstätte Eremitage

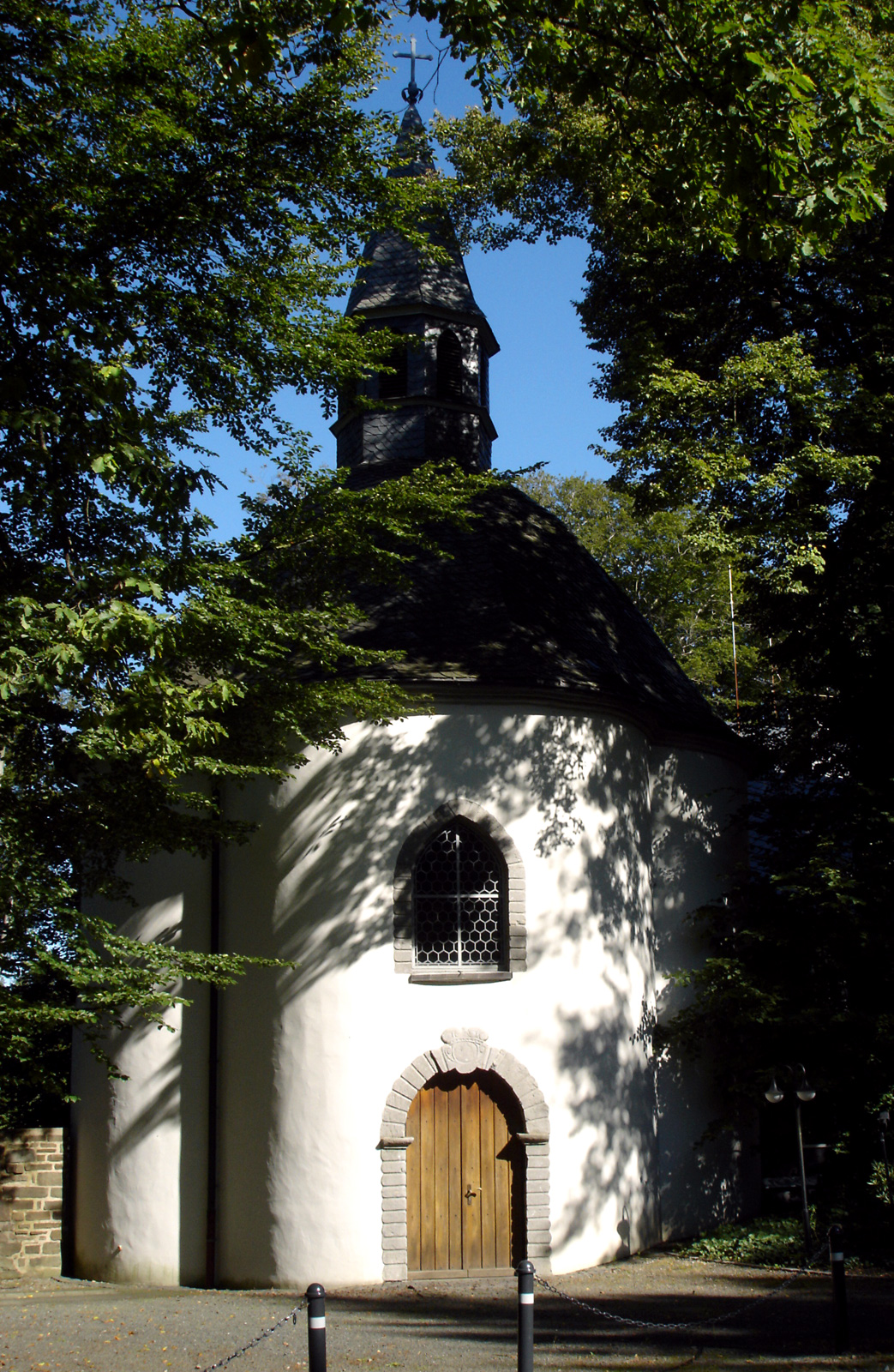
Gnadenkapelle der Wallfahrtsstätte Eremitage

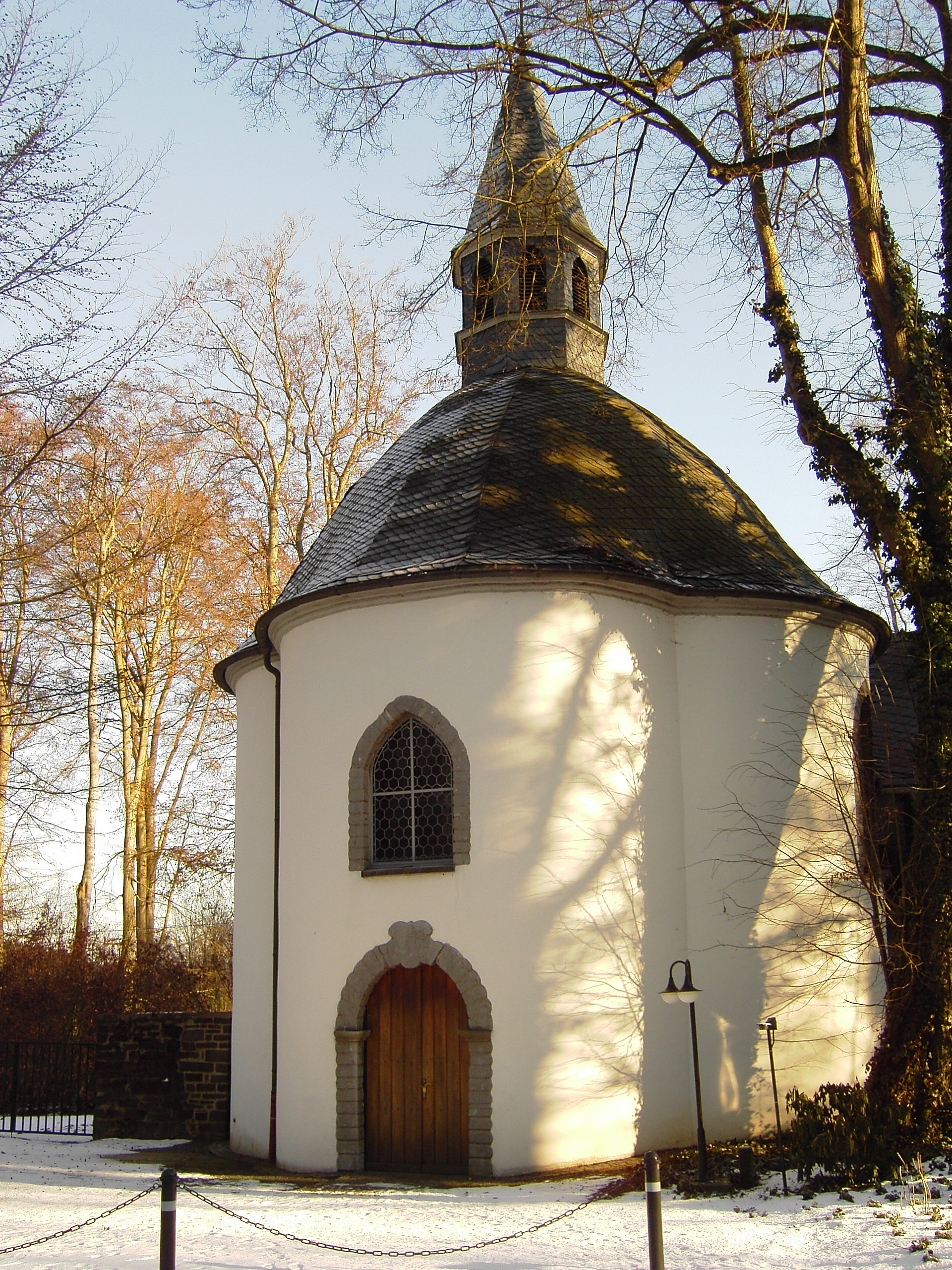
Die Eremitage im Winter

Die Eremitage ist ein Ensemble einer katholischen Wallfahrtstätte in der Nähe des Wilnsdorfer Ortsteils Niederdielfen im Siegerland an der Bundesstraße 54.

## Geschichte

### Frühe Neuzeit
Im Jahr 1684 ließ der jesuitische Bruder Anton Hülse die Gnadenkapelle errichten. Sie ist Nachfolgerin einer im Dreißigjährigen Krieg zerstörten Marienkapelle, die einst zwischen Rödgen und Oberdielfen bestand. 
Die Gnadenkapelle vereint Elemente aus der Renaissance und der Gotik. Im Kapellenraum unter der Kuppel mit Darstellung der vier Evangelisten befindet sich das Grab des 1703 verstorbenen letzten katholischen Erbprinzen Franz-Josef, dem Sohn des Fürsten von Oranien, Wilhelm Hyacinth von Nassau-Siegen. In der Kapelle befinden sich weiter ein Altar aus dem Jahre 1736 sowie einer Pietà, die die Düsseldorfer Künstlerin Else Hoffmann 1961 anfertigte. Der ursprüngliche Altar wurde im Zweiten Weltkrieg zerstört; der heutige Barockaltar aus dem Jahre 1736 stammt aus der Herz-Jesu-Kirche in Brackwede und wurde 1961 erworben.
Des Weiteren gehören zu der Anlage ein Heiligenhäuschen mit einer Figur des Ignatius von Loyola, dem Eremitengrab des Jesuiten Conrad Manz, ein Kreuzweg, ein Waldaltar und eine Eremitenklause. Die Kapelle wurde bis 1733 durch den Jesuiten Conrad Manz betreut, der als Einsiedler neben dem Kirchengebäude in einem Fachwerk-Anbau (Eremitenklause) wohnte. Er ist als Eremit Namensgeber der Eremitage. Er wurde nach seinem Tode in der Freianlage neben dem Heiligenhäuschen mit der Figur des heiligen Ignatius von Loyola beerdigt; seine Grabplatte trägt die Inschrift „Hier ruht in Frieden Christi der Einsiedler Conrad Manz. Er starb nach einem frommen Leben am 26. Dezember 1733 und wurde auf seinen Wunsch hier begraben. R.I.P.“.
Die an die Kapelle angebaute Klause diente zuerst als Eremitenklause und heute als Sakristei. Das Gebäude gehört zu den ältesten Fachwerkhäusern im Siegerland und steht wie das Gesamtensemble unter Denkmalschutz. Zunächst genutzt durch Conrad Manz, wurde das Haus später vergrößert und als Pilgergaststätte genutzt. 

### 20. und 21. Jahrhundert
Von 1953 bis 1966 war die Eremitage das Klostergebäude des Klarissen-Ordens (OSC). 1966 konnten die Klarissen ihren benachbarten Neubau beziehen. Diese Klosterneugründung war die bis heute einzige nach der Reformation im Kreis Siegen-Wittgenstein. Die Klarissen lebten und beteten dort bis zur Auflösung der Niederlassung im Jahr 2014. Ende 2021 siedelten zwei Franziskanerinnen sich an.
Seit 1993 wird das Haus vom Deutschen Caritasverband zur Schulung pflegender Angehöriger von Demenzkranken im Kreis Siegen-Wittgenstein genutzt. Anfang 2015 erfolgte nach mehrmonatiger Sanierung die Wiedereröffnung der Gnadenkapelle. Insbesondere der Barockaltar wurde restauriert. Im gleichen Jahr wurde das Kloster als vorübergehende Flüchtlingsunterkunft eingerichtet. Mitte 2016 erwarb das St. Marien-Krankenhaus Siegen die Klosteranlage. Es errichtete dort ein Hospiz. Der Spatenstich für das Hospiz, zu dem auch ein geistliches Zentrum gehört, erfolgte Anfang 2017. Die Fertigstellung erfolgte im Februar 2018.
In der zugehörigen Freifläche mit einem alten Buchenbestand und umgeben von einer 1933 errichteten hohen Bruchsteinmauer wird die Tradition der Marienwallfahrten bis heute gepflegt.

### Wallfahrtsanlage mit Kreuzweg
Die Erklärung zum Wallfahrtsort erfolgte am 2. Juli 1861. Die Umfriedung des Wallfahrtshofes mit den 14 auf der Innenseite eingelassenen Kreuzwegstationen und dem Waldaltar sorgt für einen eindrucksvollen Andachtsraum in freier Natur. Der Siegener Kreuzweg, im Jahr 1933 gestaltet von dem Münsteraner Künstler Hermann Kissenkötter, besteht aus den traditionellen Kreuzwegstationen.
In der Wallfahrtsanlage befinden sich auch die Gräber von dem 1960 verstorbenen Pfarrer Wilhelm Ochse und seiner Mutter. Pfarrer Ochse hatte sich um die Eremitage besonders bemüht und nach seiner Pensionierung dort gelebt.

## Prozessionen und Wallfahrten
Zum alljährlichen Karfreitag sowie am Sonntag nach Mariä Heimsuchung, dem Patronatsfest der Gnadenkapelle, findet eine Prozession von den benachbarten Pfarreien, ausgehend von St. Johannes Baptist (Rödgen) und von Siegen zur Eremitage statt mit einem abschließenden Gottesdienst im Außenbereich der Wallfahrtsstätte. Im Mai führt auch die jährliche Familienwallfahrt der KAB des Dekanates Siegen zur Eremitage. 
In der Wallfahrtskapelle wird jeden Donnerstag um 15 Uhr eine heilige Messe gefeiert; von Mai bis Oktober zieht vom Waldrand am Siegener Lindenberg um 14 Uhr eine (kleine) Prozession zu dieser Messfeier. Unterwegs werden an den Stationen die «Sieben Schmerzen Mariens» im Gebet betrachtet. 
Die Wallfahrtsstätte wird, obwohl seelsorgerisch zur Herz-Jesu-Gemeinde in Niederdielfen gehörend, von der Siegener Pfarre St. Marien betreut.

## Klarissenkloster
Die Wallfahrtstätte Eremitage wurde 1953 erweitert mit der Gründung des Klosters des Klarissen-Ordens (OSC). 2014 wurde das Kloster aufgegeben und die vier letzten Klarissenschwestern zogen in das Klarissenkloster in Kevelaer um. 2021 wurde von Christian Stoffers eine Chronik zur Geschichte des Klarissenklosters herausgegeben.